# Rhizotrogus ribbei
Rhizotrogus ribbei är en skalbaggsart som beskrevs av Edmund Reitter 1908. Rhizotrogus ribbei ingår i släktet Rhizotrogus och familjen Melolonthidae. Inga underarter finns listade i Catalogue of Life.